# Batalla d'Ukoko
La batalla d'Ukoko va tenir lloc el 21 de setembre de 1914, durant la campanya de Kamerun de la Primera Guerra Mundial, entre les tropes franceses i alemanyes a Ukoko (Kamerun), l'actual Cocobeach (Gabon).

## Antecedents
Després de la invasió de Kamerun a principis de la Primera Guerra Mundial, el principal objectiu militar de França i Gran Bretanya era prendre el control de la costa de la colònia alemanya per a assegurar que les tropes de reforç i els subministraments addicionals no poguessin arribar a les forces alemanyes.
A mitjans de setembre de 1914, els vaixells de guerra britànics i francesos van bloquejar l'estuari del Wouri i el port principal de Douala.
El 21 de setembre, el vaixell britànic Surprise, que havia escortat als soldats francesos des de Libreville, es va presentar davant el poble d'Ukoko, al sud de Neukamerun. Aquesta ciutat tenia una petita guarnició alemanya i les forces franceses van voler ocupar-lo. El vaixell britànic va bombardejar la ciutat i va destruir gran part d'ella.

## Els desembarcaments i la batalla
Després del bombardeig, quatre vaixells que transportaven soldats francesos i metralladores van desembarcar per sorpresa en un intent de prendre Ukoko. La petita força, sota el comandament del coronel Miquelard, va desembarcar a la platja, però es va trobar amb el foc de les unitats alemanyes que s'havien atrinxerat en terrenys més alts.
A principis de la tarda, nou vaixells més carregats de soldats francesos van arribar a la platja i van avançar sobre ella. Els alemanys van ser objecte d'un intens foc de les metralladores franceses portades per sorpresa. Molts dels nous reclutes alemanys van fugir.
A les 15.00 h de la tarda, els francesos van llançar un gran assalt sobre les posicions alemanyes. La resistència de les forces alemanyes es va deteriorar i finalment es van retirar.
Durant la batalla, els alemanys van fer intents d'atacar el vaixell Surpise de la marina britànica, que estava situat a la badia de Corisco. El vapor Itolo i la llanxa armada Khios van ser enfonsats en els atacs contra el vaixell britànic.

## Conseqüències
Després de la batalla, la columna sota el comandament de Miquelard empenyeria cap a l'est al llarg de la frontera sud de Guinea Espanyola.
La força alemanya d'Ukoko es va retirar cap al nord, a la neutral colònia espanyola de Mbini. Aquesta pràctica de fugir cap a la colònia espanyola es repetirà durant la resta de la campanya.
Amb l'acció en Ukoko, juntament amb els desembarcaments que van tenir lloc a Douala, van permetre als Aliats assegurar la costa de Kamerun i va restringir en gran manera els moviments de les forces alemanyes.